# Toilettenstein

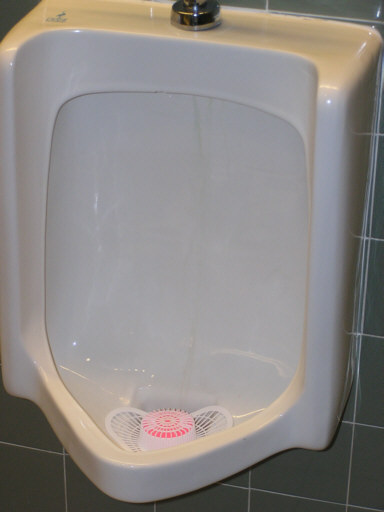
Toilettenstein in einem Urinal

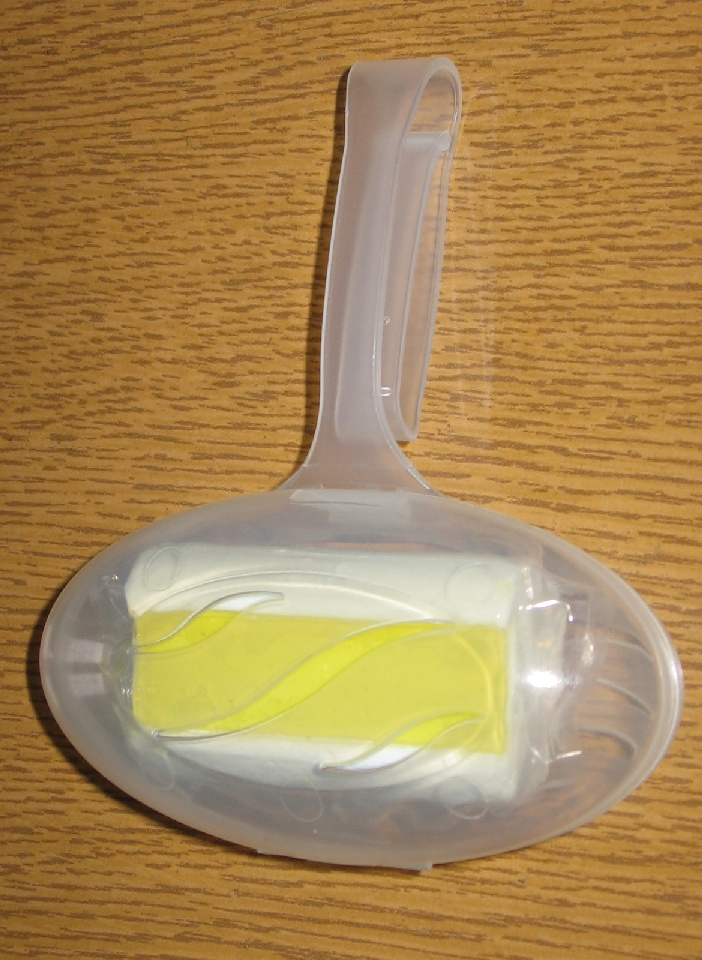
Duftstein zum Einhängen in eine Haushaltstoilette

Mit Toilettenstein, Beckenstein, Urinalstein, Pinkelstein, Klostein oder WC-Stein werden sich langsam auflösende Wirkstoffkonzentrate bezeichnet, die in Toiletten und Urinalen dazu dienen sollen, Geruchsbelästigungen gering zu halten. Sie sollen außerdem zur Hygiene beitragen, auch an Stellen, die mechanisch nicht erreichbar sind. Des Weiteren sollen sie Kalkablagerungen auf der Keramik vorbeugen.

## Chemische Zusammensetzung
Ein Toilettenstein besteht aus einer wasserlöslichen Trägersubstanz und anionischen Tensiden (15–30 %) sowie geringfügigen Anteilen nichtionischer Tenside (1–5 %), Wasserstoffperoxid und synthetischen Duft- bzw. Farbstoffen.
Etwa ein Drittel der Produkte enthält nach Angaben der Zeitschrift Öko-Test künstliche Moschusduftstoffe, des Weiteren halogenhaltige Kohlenwasserstoffe. Beide sind schädlich für die Umwelt. Eine weitere Substanz in einigen Toilettensteinen ist Paradichlorbenzol (PDCB). Paradichlorbenzol hat nachweislich keinerlei desinfizierende und keinerlei geruchsmindernde Wirkung. Es ist biologisch sehr schwer abbaubar. Gerüche werden lediglich durch den intensiven Geruch des PDCB und die Lähmung der Geruchsnerven überboten. Es ist ein Nebenprodukt der chemischen Industrie.

## Kritik
Toilettensteine können eine gute Hygiene bei tatsächlich schlecht gereinigten Toiletten vortäuschen. Eine saubere Toilette bietet jedoch keinen Anlass für Geruchsbelästigung. Die Inhaltsstoffe können die Abwässer belasten und wurden schon in Fischen und auch in Muttermilch nachgewiesen. Zudem können stark duftende Klosteine die Schleimhäute reizen. Umweltschutzorganisationen raten deshalb zum Verzicht auf Klosteine.

## Flüssigprodukte als Alternative
Seit 2001 sind auch Systeme auf dem Markt, bei denen Reiniger- und Duftsubstanzen aus zwei getrennten Kammern bei jedem Spülvorgang in geringen Mengen freigesetzt werden.